# Peștera Albastră
Peștera Albastră, cunoscută și sub numele de Peștera Pietroasa, este situată în Munții Poiana Ruscă, lângă localitatea Pietroasa (la 12 km de Făget), Județul Timiș.
Denumirea peșterii este dată de dominanta cromatică, studiată și descrisă de speologi ca „albastru de Pietroasa“.
Dacă doriți să vă deconectați, puteți vizita peștera de la Pietroasa, unde se ajunge pe un drum surprinzător de bun. Mașina se poate lăsa în sat, pentru că se poate merge doar pe jos, trecând pe lângă postul de poliție și urmând firul văii. Drumul până la peșteră vă ia aproximativ o oră, în mers de plimbare, traseul fiind un traseu ușor. După ce ajungeți la o îngustare a văii și dați de un pîrîiaș vă continuați drumul mai departe urmărind partea stîngă de versant. Locul nu este marcat, așa că trebuie să fiți atenți pentru că puteți trece ușor de intrarea în peșteră, intrarea fiind destul de mică. Pentru a intra în peșteră vă recomand încălțări rezistente la apă și bineințeles lanterne puternice. Dupa o intrare destul de strîmtă, în timp ce înaintați, se va lărgi și înalța culoarul, din păcate veți găsii peste tot urmele lăsate de așa zișii excursioniști (stalagmite și stalagtite ciuntite, probabil luate drept suvenir sau trofee) Interiorul este frumos, dar mai bine va las pe voi sa-l  descoperiti...